# Федеріко Бальдзаретті
Фредеріко Бальдзаретті (італ. Federico Balzaretti, нар. 6 грудня 1981, Турин) — італійський футболіст, захисник. Відомий виступами за клуби «Торіно», «Ювентус», «Палермо», «Рома» та національну збірну Італії, з якою став фіналістом Євро-2012.

## Клубна кар'єра
Вихованець футбольної школи клубу «Торіно». Дорослу футбольну кар'єру розпочав 1998 року в основній команді того ж клубу, за яку, втім, не провів жодної офіційної гри. Через це з 1999 по 2002 рік грав на умовах оренди спочатку у складі «Варезе», а згодом за команду «Сієна».
Своєю грою за останню команду знову привернув увагу представників тренерського штабу клубу «Торіно», до складу якого повернувся 2002 року. Цього разу відіграв за туринську команду наступні три сезони своєї ігрової кар'єри. Більшість часу, проведеного у складі «Торіно», був основним гравцем захисту команди.
Протягом 2005—2007 років захищав кольори «Ювентуса», з яким став переможцем Серії В, після чого недовго грав за «Фіорентину».
До складу клубу «Палермо» приєднався 2008 року. За 4,5 сезони відіграв за клуб зі столиці Сицилії 159 матчів в різних офіційних турнірах.
1 серпня 2012 року уклав трирічний контракт з клубом «Рома». 12 серпня 2015 року Бальцаретті оголосив про завершення футбольної кар'єри. Він заявив, що нездатність повністю відновитися після травми стегна, з якою він боровся протягом останніх двох років, стала причиною його остаточного завершення кар'єри у віці 33 років.

## Виступи за збірні
Протягом 2000—2002 років залучався до складу молодіжної збірної Італії до 20 та 21 року. На молодіжному рівні зіграв у 27 офіційних матчах, забив 1 гол.
17 листопада 2010 року дебютував в офіційних іграх у складі національної збірної Італії в товариському матчі проти Румунії (1:1) майже у 29 років. 
Бальдзаретті був обраний до складу збірної Італії на Євро-2012, де розпочинав як основний гравець, але у третьому матчі групового етапу, коли Італія перейшла зі схеми 3–5–2 на 4–4–2, він дебютував на турнірі у грі проти Ірландії (2:0). Він також провів весь матч чвертьфіналу проти Англії та півфіналу проти Німеччини і допоміг своїй команді вийти у фінал турніру. У фінальній грі Федеріко лишився у запасі, але замінив травмованого Джорджо К'єлліні на 20-й хвилині. Втім, італійці розгромно програли Іспанії 0:4 і не здобули трофей.
Загалом Бальдзаретті провів у формі головної команди країни 16 матчів.

## Статистика виступів

### Статистика клубних виступів
| Сезон               | Команда             | Чемпіонат           | Чемпіонат | Чемпіонат | Національний кубок | Національний кубок | Національний кубок | Континентальні кубки | Континентальні кубки | Континентальні кубки | Інші змагання | Інші змагання | Інші змагання | Усього | Усього |
| Сезон               | Команда             | Ліга                | Ігор      | Голів     | Ліга               | Ігор               | Голів              | Ліга                 | Ігор                 | Голів                | Ліга          | Ігор          | Голів         | Ігор   | Голів  |
| ------------------- | ------------------- | ------------------- | --------- | --------- | ------------------ | ------------------ | ------------------ | -------------------- | -------------------- | -------------------- | ------------- | ------------- | ------------- | ------ | ------ |
| 1999–00             | «Варезе»            | C1                  | 17        | 0         | КІС                | ?                  | ?                  | -                    | -                    | -                    | -             | -             | -             | 17+    | 0+     |
| 2000–01             | «Варезе»            | C1                  | 27        | 0         | КІС+КІ             | 0+2                | 0+0                | -                    | -                    | -                    | -             | -             | -             | 29+    | 0+     |
| Усього за «Варезе»  | Усього за «Варезе»  | Усього за «Варезе»  | 44        | 0         |                    | 2+                 | 0+                 |                      |                      |                      |               |               |               | 46+    | 0+     |
| 2001–02             | «Сієна»             | B                   | 16        | 0         | КІ                 | 4                  | 0                  | -                    | -                    | -                    | -             | -             | -             | 20     | 0      |
| 2002–03             | «Торіно»            | A                   | 13        | 0         | КІ                 | 1                  | 0                  | -                    | -                    | -                    | -             | -             | -             | 14     | 0      |
| 2003–04             | «Торіно»            | B                   | 39        | 0         | КІ                 | 0                  | 0                  | -                    | -                    | -                    | -             | -             | -             | 39     | 0      |
| 2004–05             | «Торіно»            | B                   | 38+4      | 1+1       | КІ                 | 7                  | 0                  | -                    | -                    | -                    | -             | -             | -             | 49     | 2      |
| Усього за «Торіно»  | Усього за «Торіно»  | Усього за «Торіно»  | 90+4      | 1+1       |                    | 8                  | 0                  |                      |                      |                      |               |               |               | 102    | 2      |
| 2005–06             | «Ювентус»           | A                   | 20        | 0         | КІ                 | 4                  | 0                  | ЛЧ                   | 4                    | 0                    | -             | -             | -             | 28     | 0      |
| 2006–07             | «Ювентус»           | B                   | 37        | 2         | КІ                 | 3                  | 0                  | -                    | -                    | -                    | -             | -             | -             | 40     | 2      |
| Усього за «Ювентус» | Усього за «Ювентус» | Усього за «Ювентус» | 57        | 2         |                    | 7                  | 0                  |                      | 4                    | 0                    |               |               |               | 68     | 2      |
| 2007-08             | «Фіорентина»        | A                   | 6         | 0         | КІ                 | 2                  | 0                  | КУЄФА                | 3                    | 0                    | -             | -             | -             | 11     | 0      |
| 2008                | «Палермо»           | A                   | 16        | 0         | КІ                 | 0                  | 0                  | -                    | -                    | -                    | -             | -             | -             | 16     | 0      |
| 2008–09             | «Палермо»           | A                   | 33        | 0         | КІ                 | 1                  | 0                  | -                    | -                    | -                    | -             | -             | -             | 34     | 0      |
| 2009–10             | «Палермо»           | A                   | 34        | 1         | КІ                 | 2                  | 0                  | -                    | -                    | -                    | -             | -             | -             | 36     | 1      |
| 2010–11             | «Палермо»           | A                   | 33        | 2         | КІ                 | 4                  | 0                  | ЛЄ                   | 7                    | 0                    | -             | -             | -             | 44     | 2      |
| 2011–12             | «Палермо»           | A                   | 27        | 0         | КІ                 | 0                  | 0                  | ЛЄ                   | 2                    | 0                    | -             | -             | -             | 29     | 0      |
| Усього за «Палермо» | Усього за «Палермо» | Усього за «Палермо» | 143       | 3         |                    | 7                  | 0                  |                      | 9                    | 0                    |               | -             | -             | 159    | 3      |
| 2012-2013           | «Рома»              | A                   | 27        | 0         | КІ                 | 5                  | 0                  | -                    | -                    | -                    | -             | -             | -             | 32     | 0      |
| 2013-2014           | «Рома»              | A                   | 11        | 1         | КІ                 | 0                  | 0                  | -                    | -                    | -                    | -             | -             | -             | 11     | 1      |
| 2014-2015           | «Рома»              | A                   | 1         | 0         | КІ                 | 0                  | 0                  | ЛЧ                   | -                    | -                    | -             | -             | -             | 1      | 0      |
| Усього за «Рому»    | Усього за «Рому»    | Усього за «Рому»    | 39        | 1         |                    | 5                  | 0                  |                      | -                    | -                    |               | -             | -             | 44     | 1      |
| Усього за кар'єру   | Усього за кар'єру   | Усього за кар'єру   | 399       | 8         |                    | 35+                | 0+                 |                      | 16                   | 0                    |               | -             | -             | 450+   | 8+     |

### Статистика виступів за збірну
| Дата       | Місто      | Господарі | Результат               | Гості             | Турнір                  | Голи | Примітки |
| ---------- | ---------- | --------- | ----------------------- | ----------------- | ----------------------- | ---- | -------- |
| 17-11-2010 | Клагенфурт | Румунія   | 1 – 1                   | Італія            | товариський матч        | -    |          |
| 25-03-2011 | Любляна    | Словенія  | 0 – 1                   | Італія            | Відбір до ЧЄ 2012       | -    |          |
| 03-06-2011 | Модена     | Італія    | 3 – 0                   | Естонія           | Відбір до ЧЄ 2012       | -    |          |
| 07-06-2011 | Льєж       | Італія    | 0 – 2                   | Ірландія          | товариський матч        | -    | 65'      |
| 06-09-2011 | Флоренція  | Італія    | 1 – 0                   | Словенія          | Відбір до ЧЄ 2012       | -    |          |
| 11-10-2011 | Пескара    | Італія    | 3 – 0                   | Північна Ірландія | Відбір до ЧЄ 2012       | -    |          |
| 15-11-2011 | Рим        | Італія    | 0 – 1                   | Уругвай           | товариський матч        | -    |          |
| 1-6-2012   | Цюрих      | Італія    | 0 – 3                   | Росія             | товариський матч        | -    | 54'      |
| 18-6-2012  | Познань    | Італія    | 2 – 0                   | Ірландія          | ЧЄ 2012 - груповий етап | -    |          |
| 24-6-2012  | Київ       | Англія    | 0 – 0 д.ч. (2 – 4 п.п.) | Італія            | ЧЄ 2012 - 1/4 фіналу    | -    |          |
| 28-6-2012  | Варшава    | Німеччина | 1 – 2                   | Італія            | ЧЄ 2012 - 1/2 фіналу    | -    |          |
| 1-7-2012   | Київ       | Іспанія   | 4 – 0                   | Італія            | ЧЄ 2012 - фінал         | -    | 20'      |
| 15-8-2012  | Берн       | Італія    | 1 – 2                   | Англія            | товариський матч        | -    | 46'      |
| 16-10-2012 | Мілан      | Італія    | 3 – 1                   | Данія             | Відбір до ЧС 2014       | -    |          |
| 14-11-2012 | Парма      | Італія    | 1 – 2                   | Франція           | товариський матч        | -    |          |
| 11-10-2013 | Копенгаген | Данія     | 2 – 2                   | Італія            | Відбір до ЧС 2014       | -    |          |
| Усього     |            | Матчів    | 16                      |                   | Голів                   | 0    |          |

## Титули і досягнення
- Віцечемпіон Європи: 2012

## Особисте життя
Бальцаретті одружений з відомою італійською балериною Елеонорою Аббаньято. Їхнє весілля відбулося влітку 2011 року у Палермо. Пара має двоє дітей, а також у Бальцаретті є ще двоє дітей від попередніх стосунків.